# Avoca (Victoria)
Avoca ist eine Kleinstadt im Zentrum des australischen Bundesstaates Victoria. Sie liegt 71 km nordwestlich von Ballarat in der Local Government Area Pyrenees Shire am Avoca River. Bei der Volkszählung 2016 wurden 972 Einwohner gezählt.

## Geografie
Die Stadt liegt im leicht gewellten Becken des Avoca River, das im Westen zu den Pyrenees Ranges ansteigt. Im Süden wird das Gebiet durch die niedrigen Hügel der Great Dividing Range begrenzt. Im Osten endet das Becken in einem trockenen, bewaldeten Anstieg und im Norden fließt der Avoca River mit geringer Fließgeschwindigkeit durch die Ebenen der Wimmera und versickert dann in den Sümpfen südlich des Murray River. Stadt und Fluss wurden nach dem Dorf Avoca und dem River Avoca im County Wicklow im Osten Irlands benannt.
Die Gemarkung der Stadt umfasst etwa 200 km². Die Orte Redbank, Natte Yallock, Rathscar, Bung Bong, Lamplough, Amphitheatre, Percydale, Moonambel und Warrenmang gehören dazu. Einige Kilometer nordöstlich liegen heute Pferche und Wiesen, wo einst die Goldgräberstadt Homebush stand.

## Geschichte

### Frühe Siedlung und Goldrausch
Der Forscher und Landvermesser Thomas Mitchell war der erste Europäer, der nachweislich durch die Gegend des späteren Avoca reiste. Er befand, dass diese Gegend ein angenehmeres Klima und mehr Niederschläge als das Landesinnere von New South Wales bot, und ermutigte Siedler, sich auf dem Land niederzulassen, das er als Australia Felix beschrieb.
Das Blood-Hole-Massaker fand Ende 1839 oder Anfang 1840 in Middle Creek bei Moonambel, nördlich von Avoca, statt. Dort wurde eine unbekannte Zahl von Aborigines der Dja Dja Wurrung ermordet.
Um 1850 gab es dort etliche große Schafweiden und eine landwirtschaftlich geprägte Gesellschaft hatte sich etabliert.
Wie Ballarat und viele andere Städte in Victoria entstand auch Avoca in kurzer Zeit während des Goldrausches in den 1850er-Jahren. Das erste Gold fand man 1849 in den Pyrenees Ranges bei Avoca. Aber es dauerte weitere zwei Jahre, bis der Schafhirte James Esmond eine größere Menge Gold in Clunes, 40 km entfernt von heutigen Avoca, fand und damit den Goldrausch in Victoria verursachte. 1853 fand man Gold in Four Mile Flat bei Avoca und ein paar Monate später stach man in Avoca selbst die Hauptader an. Anfang Dezember 1853 war die Bevölkerungszahl von 100 auf 2.200 gestiegen, und im Juni des Folgejahres lebten schon 16.000 Einwohner in Avoca, womit die Stadt eine der wichtigeren Goldgräberstädte Victorias wurde.
Mit einem Gerichtsgebäude, einer Polizeistation, einem Postamt (eröffnet am 1. September 1854), Goldbörsen, Kirchen und Schulen. Avoca war zu einem Verwaltungszentrum geworden, was sehr wichtig für die Entwicklung der Stadt war. Als die Goldsucher ihre Claims in Avoca aufgaben und 1856 nach Dunolly weiterzogen, konnte Avoca als Wirtschafts- und Verwaltungszentrum überleben. Mit dem Goldrausch von Lamplough 1859 kehrten die Goldsucher nach Avoca zurück und im selben Jahr wurden auch reiche Goldvorkommen in Homebush gefunden, das an der Stelle des Four-Mile-Flat-Goldrausches von 1853 gegründet wurde. Diese Entdeckung brachte neues Leben in die Gegend. Den Wert des Goldbergbaus für die Wirtschaft mag eine einfache Zahl aufzeigen: Von 1859 bis 1870 wurde Gold im Werte von £ 2,5 Mio. von Avoca nach Melbourne gesandt, wobei selbst diese riesige Summe nur ein Drittel des geschürften Goldes ausmachte, da Privatverkäufe nicht berücksichtigt sind.

### Vom Goldbergbau zur Landwirtschaft
Avocas wirtschaftliche Basis schwenkte schnell vom Goldbergbau zur Landwirtschaft um. Viele Bergleute, die in den 1850er- und Anfang der 1860er-Jahre hierhergezogen waren, ließen sich nieder und begannen, das Land zu bewirtschaften. Die großen Schafzuchtstationen aus der Zeit vor dem Goldrausch wurden in kleinere Parzellen aufgeteilt. Der Bergbau war weiterhin ein wichtiger Wirtschaftszweig, doch arbeiteten die Bergleute in den letzten Jahrzehnten des 19. Jahrhunderts nicht mehr einzeln oder in Kleingruppen, sondern in großen Gesellschaften, die tiefer liegende Goldadern ausbeuteten. In Homebush, etwa 10 km nordöstlich von Avoca, arbeiteten fast nur noch große Bergbaugesellschaften. Der Standort florierte etliche Jahrzehnte, bis auch diese Schächte unwirtschaftlich wurden. Das landwirtschaftlich geprägte Victoria war besonders von der Wirtschaftskrise und der langen Trockenheit in den 1890er-Jahren betroffen. Ab 1895 wurden die größeren Minen im Gebiet von Avoca aufgelassen und bei Ausbruch des Ersten Weltkrieges gab es nur noch wenige aktive Bergbaugesellschaften.
In ganz Australien stieg die landwirtschaftliche Produktivität in dieser Zeit rapide an, zum Teil auch durch die Entwicklung von Landmaschinen, die von Firmen wie Mackay und Shearer hergestellt wurden. Einige bäuerliche Gegenden verzeichneten von den 1890er-Jahren bis 1901 eine Ertragssteigerung auf das Fünffache.
In der ersten Dekade des 20. Jahrhunderts wurde Avocas Infrastruktur weiter ausgebaut. Zusätzliche und bessere Straßen wurden gebaut, weil man dem Problem des durch höhere landwirtschaftliche Produktion gestiegenen Verkehrsaufkommens auf den schlechten Straßen mit der Einsetzung eines Distriktingenieurs begegnete. 1911 wurde ein neuer Stausee gebaut und im selben Jahr wurde der Distrikt an das Telefonnetz von Victoria angeschlossen.
Ende des 20. Jahrhunderts wurde erneut der Anbau von Wein betrieben, sodass Weinbau und Tourismus heute wichtige Wirtschaftszweige der Region sind. Avoca gilt als Tor zur Weinregion der Pyrenees Ranges.

## Heute

### Wirtschaft
Avoca hat viele kleine Ladengeschäfte, zwei Pubs, verschiedene Cafés, eine Apotheke, einen Kramerladen, zwei Metzgereien, einen Supermarkt, seine eigene Zeitung (Pyrenees Advocate) und eine Bank. Die Vereinigung der Geschäftsleute in Avoca hat sich in der Vergangenheit sehr bemüht, neue Siedler und Geschäftsleute anzulocken, und diese Bemühungen zeigen langsam Wirkung.

### Sport
Die Stadt besitzt ein Australian-Football-Team, das in der Maryborough-Castlemaine District Football League spielt. Die Avoca Bulldogs spielen seit 2005 in dieser Liga. Von 1944 bis 1999 spielten sie in der Lexton Football League und der Western Plains Football League. Der Club wurde 1872 gegründet.
Avoca hat auch einen Pferderennverein, den Avoca Turf Club, dem erlaubt wurde, ein drittes Rennen jedes Jahr im Dezember auszurichten, zusätzlich zum ANZAC-Rennen am ANZAC Day und dem Avoca Cup im Oktober.
Golfer spielen im Avoca Golf Club an der Davey Street.
Avoca richtet auch ein interessantes Mountainbike-Rennen als Marathon-Wettbewerb aus, bei dem die Starter in den Weinbergen des Mount Avoca starten und ankommen. Dieses Rennen gibt es seit 2010 und es werden Distanzen von 15 km, 33 km, 45 km, 66 km und 90 km angeboten.

### Verkehr
Avoca liegt am Sunraysia Highway, dort, wo der Pyrenees Highway kreuzt.
Bis 1979 gab es auch einen eigenen Bahnhof. 1995 wurde die Eisenbahnlinie von Ararat nach Maryborough wegen Umbaus auf Normalspur geschlossen. Seit 2005 gibt auf ihr keinen Güterverkehr mehr.